# Israel-Premier Tech
Israel-Premier Tech (hebr. ישראל פרמייר–טק או, Kod UCI: IPT) – izraelska grupa kolarska należąca do dywizji UCI Professional Continental Teams.
Grupa powstała pod koniec 2014, przystępując do rywalizacji od sezonu 2015. W latach 2015–2016 zespół pod nazwą Cycling Academy Team należał do dywizji UCI Continental Teams, a w latach 2017–2019 jako Israel Cycling Academy należał do dywizji UCI Professional Continental Teams. W październiku 2019 izraelska grupa przejęła licencję UCI WorldTeams od zespołu Team Katusha-Alpecin i w 2020 pod nazwą Israel Start-Up Nation rozpoczęła rywalizację w najwyższej dywizji. W styczniu 2022 sponsorem tytularnym zespołu została firma Premier Tech, a grupa przyjęła nazwę Israel-Premier Tech. Od sezonu 2023 drużyna wróciła do występów w dywizji UCI Professional Continental Teams.

## Nazwa grupy w poszczególnych latach
| lata      | nazwa                  |
| --------- | ---------------------- |
| 2015–2016 | Cycling Academy Team   |
| 2017–2019 | Israel Cycling Academy |
| 2020–2021 | Israel Start-Up Nation |
| od 2022   | Israel-Premier Tech    |

## Sezony

### 2023

#### Skład
| Skład drużyny 2023                     | Skład drużyny 2023   | Skład drużyny 2023 | Skład drużyny 2023                              |
| Imię i nazwisko                        | Data urodzenia       | Państwo            | Poprzednia grupa                                |
| -------------------------------------- | -------------------- | ------------------ | ----------------------------------------------- |
| Sebastian Berwick                      | 15 grudnia 1999      | Australia          | St George Continental Cycling Team (2019)       |
| Guillaume Boivin                       | 25 maja 1989         | Kanada             | Optum-Kelly Benefit Strategies (2015)           |
| Simon Clarke                           | 18 lipca 1986        | Australia          | Qhubeka NextHash (2021)                         |
| Itamar Einhorn                         | 20 września 1997     | Izrael             | Côtes d'Armor-Marie Morin-Véranda Rideau (2019) |
| Marco Frigo                            | 2 marca 2000         | Włochy             | Israel Cycling Academy (2022)                   |
| Chris Froome                           | 20 maja 1985         | Wielka Brytania    | Ineos Grenadiers (2020)                         |
| Jakob Fuglsang                         | 22 marca 1985        | Dania              | Astana-Premier Tech (2021)                      |
| Derek Gee                              | 3 sierpnia 1997      | Kanada             | Israel Cycling Academy (2022)                   |
| Omer Goldstein                         | 13 sierpnia 1996     | Izrael             | Ampo-Goierriko TB (2017)                        |
| Ben Hermans                            | 8 czerwca 1986       | Belgia             | BMC Racing Team (2017)                          |
| Reto Hollenstein                       | 22 sierpnia 1985     | Szwajcaria         | Katusha-Alpecin (2019)                          |
| Mason Hollyman                         | 25 czerwca 2000      | Wielka Brytania    | Israel Cycling Academy (2022)                   |
| Hugo Houle                             | 27 września 1990     | Kanada             | Astana-Premier Tech (2021)                      |
| Daryl Impey                            | 6 grudnia 1984       | Południowa Afryka  | Mitchelton-Scott (2020)                         |
| Taj Jones                              | 26 lipca 2000        | Australia          | Israel Cycling Academy (2021)                   |
| Krists Neilands                        | 18 sierpnia 1994     | Łotwa              | Axeon-Hagens Berman (2016)                      |
| Giacomo Nizzolo                        | 30 stycznia 1989     | Włochy             | Qhubeka NextHash (2021)                         |
| Jens Reynders                          | 25 maja 1998         | Belgia             | Sport Vlaanderen-Baloise (2022)                 |
| Matthew Riccitello                     | 5 marca 2002         | Stany Zjednoczone  | Hagens Berman Axeon (2022)                      |
| Gaj Sagiw                              | 5 grudnia 1994       | Izrael             | BMC Racing Team (2015)                          |
| Nick Schultz                           | 13 września 1994     | Australia          | BikeExchange-Jayco (2022)                       |
| Corbin Strong                          | 30 kwietnia 2000     | Nowa Zelandia      | SEG Racing Academy (2021)                       |
| Dylan Teuns                            | 1 marca 1992         | Belgia             | Bahrain Victorious (2022)                       |
| Tom Van Asbroeck                       | 19 kwietnia 1990     | Belgia             | EF Education First-Drapac (2018)                |
| Sep Vanmarcke (1 sty–7 lip, Przypis)   | 28 lipca 1988        | Belgia             | EF Pro Cycling (2020)                           |
| Stephen Williams                       | 9 czerwca 1996       | Wielka Brytania    | Bahrain Victorious (2022)                       |
| Michael Woods                          | 12 października 1986 | Kanada             | EF Pro Cycling (2020)                           |
| Mads Würtz Schmidt                     | 31 marca 1994        | Dania              | Katusha-Alpecin (2019)                          |
| Rick Zabel                             | 7 grudnia 1993       | Niemcy             | Katusha-Alpecin (2019)                          |
| Domenico Pozzovivo (6 mar–31 gru)      | 30 listopada 1982    | Włochy             | Intermarché-Wanty-Gobert Matériaux (2022)       |
| Brady Gilmore (1 sie–31 gru, stażysta) | 14 kwietnia 2001     | Australia          | ARA-Skip Capital (2023)                         |
| Riley Sheehan (1 sie–31 gru, stażysta) | 16 czerwca 2000      | Stany Zjednoczone  | Premier Tech U23 Cycling Project (2022)         |
|                                        |                      |                    |                                                 |
| Źródło: ProCyclingStats                |                      |                    |                                                 |

Przypis: Sep Vanmarcke, koniec kariery

#### Zwycięstwa
| Zwycięstwa       | Zwycięstwa                                      | Zwycięstwa | Zwycięstwa | Zwycięstwa        | Zwycięstwa |
| Data             | Wyścig                                          | Państwo    | Kategoria  | Zwycięzca         |            |
| ---------------- | ----------------------------------------------- | ---------- | ---------- | ----------------- | ---------- |
| 7 maj            | Tro Bro Leon                                    | Francja    | 1.Pro      | Giacomo Nizzolo   |            |
| 17 cze           | Route d’Occitanie, 3. etap                      | Francja    | 2.1        | Michael Woods     |            |
| 18 czerwca 2023  | Route d’Occitanie, klasyfikacja generalna       | Francja    | 2.1        | Michael Woods     |            |
| 23 cze           | Mistrzostwa Kanady – jazda indywidualna na czas | Kanada     | CN         | Derek Gee         |            |
| 24 cze           | Mistrzostwa Izraela – start wspólny             | Izrael     | CN         | Itamar Einhorn    |            |
| 9 lip            | Tour de France, 9. etap                         | Francja    | 2.UWT      | Michael Woods     |            |
| 27 lip           | Czech Tour, 1. etap                             | Czechy     | 2.1        | Itamar Einhorn    |            |
| 19 sie           | Arctic Race of Norway, 3. etap                  | Norwegia   | 2.Pro      | Stephen Williams  |            |
| 20 sierpnia 2023 | Arctic Race of Norway, klasyfikacja generalna   | Norwegia   | 2.Pro      | Stephen Williams  |            |
| 6 paź            | Tour of Hainan, 2. etap                         | Chiny      | 2.Pro      | Sebastian Berwick |            |
| 8 paź            | Paryż-Tours                                     | Francja    | 1.Pro      | Riley Sheehan     |            |

### 2022

#### Skład
| Skład drużyny 2022                          | Skład drużyny 2022   | Skład drużyny 2022 | Skład drużyny 2022                              |
| Imię i nazwisko                             | Data urodzenia       | Państwo            | Poprzednia grupa                                |
| ------------------------------------------- | -------------------- | ------------------ | ----------------------------------------------- |
| Rudy Barbier                                | 18 grudnia 1992      | Francja            | AG2R La Mondiale (2018)                         |
| Sebastian Berwick                           | 15 grudnia 1999      | Australia          | St George Continental Cycling Team (2019)       |
| Patrick Bevin                               | 15 lutego 1991       | Nowa Zelandia      | CCC Team (2020)                                 |
| Jenthe Biermans                             | 30 października 1995 | Belgia             | Katusha-Alpecin (2019)                          |
| Guillaume Boivin                            | 25 maja 1989         | Kanada             | Optum-Kelly Benefit Strategies (2015)           |
| Matthias Brändle                            | 7 grudnia 1989       | Austria            | Trek-Segafredo (2018)                           |
| Alexander Cataford                          | 1 września 1993      | Kanada             | UnitedHealthcare (2018)                         |
| Simon Clarke                                | 18 lipca 1986        | Australia          | Qhubeka NextHash (2021)                         |
| Alessandro De Marchi                        | 19 maja 1986         | Włochy             | CCC Team (2020)                                 |
| Alex Dowsett                                | 3 października 1988  | Wielka Brytania    | Katusha-Alpecin (2019)                          |
| Itamar Einhorn                              | 20 września 1997     | Izrael             | Côtes d'Armor-Marie Morin-Véranda Rideau (2019) |
| Chris Froome                                | 20 maja 1985         | Wielka Brytania    | Ineos Grenadiers (2020)                         |
| Jakob Fuglsang                              | 22 marca 1985        | Dania              | Astana-Premier Tech (2021)                      |
| Omer Goldstein                              | 13 sierpnia 1996     | Izrael             | Ampo-Goierriko TB (2017)                        |
| Carl Fredrik Hagen                          | 26 września 1991     | Norwegia           | Lotto-Soudal (2020)                             |
| Ben Hermans                                 | 8 czerwca 1986       | Belgia             | BMC Racing Team (2017)                          |
| Reto Hollenstein                            | 22 sierpnia 1985     | Szwajcaria         | Katusha-Alpecin (2019)                          |
| Hugo Houle                                  | 27 września 1990     | Kanada             | Astana-Premier Tech (2021)                      |
| Daryl Impey                                 | 6 grudnia 1984       | Południowa Afryka  | Mitchelton-Scott (2020)                         |
| Taj Jones                                   | 26 lipca 2000        | Australia          | Israel Cycling Academy (2021)                   |
| Krists Neilands                             | 18 sierpnia 1994     | Łotwa              | Axeon-Hagens Berman (2016)                      |
| Gaj Niw                                     | 8 marca 1994         | Izrael             | Israel Cycling Academy Development (2017)       |
| Giacomo Nizzolo                             | 30 stycznia 1989     | Włochy             | Qhubeka NextHash (2021)                         |
| James Piccoli                               | 5 września 1991      | Kanada             | Elevate-KHS Pro Cycling (2019)                  |
| Gaj Sagiw (12 sie–3 sie)                    | 5 grudnia 1994       | Izrael             | BMC Racing Team (2015)                          |
| Corbin Strong                               | 30 kwietnia 2000     | Nowa Zelandia      | SEG Racing Academy (2021)                       |
| Tom Van Asbroeck                            | 19 kwietnia 1990     | Belgia             | EF Education First-Drapac (2018)                |
| Sep Vanmarcke                               | 28 lipca 1988        | Belgia             | EF Pro Cycling (2020)                           |
| Michael Woods                               | 12 października 1986 | Kanada             | EF Pro Cycling (2020)                           |
| Mads Würtz Schmidt                          | 31 marca 1994        | Dania              | Katusha-Alpecin (2019)                          |
| Rick Zabel                                  | 7 grudnia 1993       | Niemcy             | Katusha-Alpecin (2019)                          |
| Dylan Teuns (5 sie–31 gru)                  | 1 marca 1992         | Belgia             | Bahrain Victorious (2022)                       |
| Matthew Riccitello (1 sie–31 gru, stażysta) | 5 marca 2002         | Stany Zjednoczone  | Hagens Berman Axeon (2022)                      |
|                                             |                      |                    |                                                 |
| Źródło: ProCyclingStats                     |                      |                    |                                                 |

#### Zwycięstwa
| Zwycięstwa       | Zwycięstwa                                                  | Zwycięstwa        | Zwycięstwa | Zwycięstwa     | Zwycięstwa |
| Data             | Wyścig                                                      | Państwo           | Kategoria  | Zwycięzca      |            |
| ---------------- | ----------------------------------------------------------- | ----------------- | ---------- | -------------- | ---------- |
| 25 lut           | wyścig kolarski, 2. etap                                    | Hiszpania         | 2.1        | Michael Woods  |            |
| 16 kwi           | Presidential Cycling Tour of Turkey, 7. etap                | Turcja            | 2.Pro      | Patrick Bevin  |            |
| 17 kwietnia 2022 | Presidential Cycling Tour of Turkey, klasyfikacja generalna | Turcja            | 2.Pro      | Patrick Bevin  |            |
| 29 kwi           | Tour de Romandie, 3. etap                                   | Szwajcaria        | 2.UWT      | Patrick Bevin  |            |
| 31 maj           | Mercan’Tour Classic Alpes-Maritimes                         | Francja           | 1.1        | Jakob Fuglsang |            |
| 15 cze           | Tour de Suisse, 4. etap                                     | Szwajcaria        | 2.UWT      | Daryl Impey    |            |
| 19 czerwca 2022  | Route d’Occitanie, klasyfikacja generalna                   | Francja           | 2.1        | Michael Woods  |            |
| 6 lip            | Tour de France, 5. etap                                     | Francja           | 2.UWT      | Simon Clarke   |            |
| 19 lip           | Tour de France, 16. etap                                    | Francja           | 2.UWT      | Hugo Houle     |            |
| 4 wrz            | Maryland Cycling Classic                                    | Stany Zjednoczone | 1.Pro      | Sep Vanmarcke  |            |
| 4 wrz            | Tour of Britain, 1. etap                                    | Wielka Brytania   | 2.Pro      | Corbin Strong  |            |

### 2021

#### Skład
| Skład drużyny 2021       | Skład drużyny 2021   | Skład drużyny 2021 | Skład drużyny 2021                              |
| Imię i nazwisko          | Data urodzenia       | Państwo            | Poprzednia grupa                                |
| ------------------------ | -------------------- | ------------------ | ----------------------------------------------- |
| Rudy Barbier             | 18 grudnia 1992      | Francja            | AG2R La Mondiale (2018)                         |
| Sebastian Berwick        | 15 grudnia 1999      | Australia          | St George Continental Cycling Team (2019)       |
| Patrick Bevin            | 15 lutego 1991       | Nowa Zelandia      | CCC Team (2020)                                 |
| Jenthe Biermans          | 30 października 1995 | Belgia             | Katusha-Alpecin (2019)                          |
| Guillaume Boivin         | 25 maja 1989         | Kanada             | Optum-Kelly Benefit Strategies (2015)           |
| Matthias Brändle         | 7 grudnia 1989       | Austria            | Trek-Segafredo (2018)                           |
| Alexander Cataford       | 1 września 1993      | Kanada             | UnitedHealthcare (2018)                         |
| Davide Cimolai           | 13 sierpnia 1989     | Włochy             | Groupama-FDJ (2018)                             |
| Alessandro De Marchi     | 19 maja 1986         | Włochy             | CCC Team (2020)                                 |
| Alex Dowsett             | 3 października 1988  | Wielka Brytania    | Katusha-Alpecin (2019)                          |
| Itamar Einhorn           | 20 września 1997     | Izrael             | Côtes d'Armor-Marie Morin-Véranda Rideau (2019) |
| Chris Froome             | 20 maja 1985         | Wielka Brytania    | Ineos Grenadiers (2020)                         |
| Omer Goldstein           | 13 sierpnia 1996     | Izrael             | Ampo-Goierriko TB (2017)                        |
| André Greipel            | 16 lipca 1982        | Niemcy             | Arkéa-Samsic (2019)                             |
| Carl Fredrik Hagen       | 26 września 1991     | Norwegia           | Lotto-Soudal (2020)                             |
| Ben Hermans              | 8 czerwca 1986       | Belgia             | BMC Racing Team (2017)                          |
| Hugo Hofstetter          | 13 lutego 1994       | Francja            | Cofidis, Solutions Crédits (2019)               |
| Reto Hollenstein         | 22 sierpnia 1985     | Szwajcaria         | Katusha-Alpecin (2019)                          |
| Daryl Impey              | 6 grudnia 1984       | Południowa Afryka  | Mitchelton-Scott (2020)                         |
| Taj Jones (1 lip–31 gru) | 26 lipca 2000        | Australia          | ARA Pro Racing Sunshine Coast (2020)            |
| Daniel Martin            | 20 sierpnia 1986     | Irlandia           | UAE Team Emirates (2019)                        |
| Krists Neilands          | 18 sierpnia 1994     | Łotwa              | Axeon-Hagens Berman (2016)                      |
| Gaj Niw                  | 8 marca 1994         | Izrael             | Israel Cycling Academy Development (2017)       |
| James Piccoli            | 5 września 1991      | Kanada             | Elevate-KHS Pro Cycling (2019)                  |
| Alexis Renard            | 1 czerwca 1999       | Francja            | Côtes d'Armor-Marie Morin-Véranda Rideau (2019) |
| Gaj Sagiw                | 5 grudnia 1994       | Izrael             | BMC Racing Team (2015)                          |
| Norman Vahtra            | 23 listopada 1996    | Estonia            | Cycling Tartu (2019)                            |
| Tom Van Asbroeck         | 19 kwietnia 1990     | Belgia             | EF Education First-Drapac (2018)                |
| Sep Vanmarcke            | 28 lipca 1988        | Belgia             | EF Pro Cycling (2020)                           |
| Michael Woods            | 12 października 1986 | Kanada             | EF Pro Cycling (2020)                           |
| Mads Würtz Schmidt       | 31 marca 1994        | Dania              | Katusha-Alpecin (2019)                          |
| Rick Zabel               | 7 grudnia 1993       | Niemcy             | Katusha-Alpecin (2019)                          |
|                          |                      |                    |                                                 |
| Źródło: ProCyclingStats  |                      |                    |                                                 |

#### Zwycięstwa
| Zwycięstwa      | Zwycięstwa                                             | Zwycięstwa | Zwycięstwa | Zwycięstwa             | Zwycięstwa |
| Data            | Wyścig                                                 | Państwo    | Kategoria  | Zwycięzca              |            |
| --------------- | ------------------------------------------------------ | ---------- | ---------- | ---------------------- | ---------- |
| 20 lut          | Tour des Alpes-Maritimes et du Var, 2. etap            | Francja    | 2.1        | Michael Woods          |            |
| 15 mar          | Tirreno-Adriático, 6. etap                             | Włochy     | 2.UWT      | Mads Würtz Schmidt     |            |
| 23 mar          | Settimana Internazionale di Coppi e Bartali, 1. B etap | Włochy     | 2.1        | Israel Start-Up Nation |            |
| 1 maj           | Tour de Romandie, 4. etap                              | Szwajcaria | 2.UWT      | Michael Woods          |            |
| 16 maj          | Trofeo Alcudia-Port d'Alcudia                          | Hiszpania  | 1.1        | André Greipel          |            |
| 21 maj          | Vuelta a Andalucía, 4. etap                            | Hiszpania  | 2.Pro      | André Greipel          |            |
| 26 maj          | Giro d'Italia, 17. etap                                | Włochy     | 2.UWT      | Daniel Martin          |            |
| 12 cze          | Mistrzostwa Izraela – jazda indywidualna na czas       | Izrael     | CN         | Omer Goldstein         |            |
| 19 cze          | Mistrzostwa Austrii – jazda indywidualna na czas       | Austria    | CN         | Matthias Brändle       |            |
| 20 cze          | Mistrzostwa Danii – start wspólny                      | Dania      | CN         | Mads Würtz Schmidt     |            |
| 24 cze          | Giro dell’Appennino                                    | Włochy     | 1.1        | Ben Hermans            |            |
| 7 sie           | Arctic Race of Norway, 3. etap                         | Norwegia   | 2.Pro      | Ben Hermans            |            |
| 8 sierpnia 2021 | Arctic Race of Norway, klasyfikacja generalna          | Norwegia   | 2.Pro      | Ben Hermans            |            |
| 26 sie          | Tour du Poitou-Charentes, 4. etap                      | Francja    | 2.1        | Ben Hermans            |            |
| 11 wrz          | Mistrzostwa Kanady – start wspólny                     | Kanada     | CN         | Guillaume Boivin       |            |
| 19 wrz          | Okolo Slovenska, 4. etap                               | Słowacja   | 2.1        | Itamar Einhorn         |            |
| 5 paź           | Tre Valli Varesine                                     | Włochy     | 1.Pro      | Alessandro De Marchi   |            |

### 2020

#### Skład
| Skład drużyny 2020      | Skład drużyny 2020   | Skład drużyny 2020 | Skład drużyny 2020                              |
| Imię i nazwisko         | Data urodzenia       | Państwo            | Poprzednia grupa                                |
| ----------------------- | -------------------- | ------------------ | ----------------------------------------------- |
| Matteo Badilatti        | 30 lipca 1992        | Szwajcaria         | Team Vorarlberg-Santic (2018)                   |
| Rudy Barbier            | 18 grudnia 1992      | Francja            | AG2R La Mondiale (2018)                         |
| Jenthe Biermans         | 30 października 1995 | Belgia             | Katusha-Alpecin (2019)                          |
| Guillaume Boivin        | 25 maja 1989         | Kanada             | Optum-Kelly Benefit Strategies (2015)           |
| Matthias Brändle        | 7 grudnia 1989       | Austria            | Trek-Segafredo (2018)                           |
| Alexander Cataford      | 1 września 1993      | Kanada             | UnitedHealthcare (2018)                         |
| Davide Cimolai          | 13 sierpnia 1989     | Włochy             | Groupama-FDJ (2018)                             |
| Alex Dowsett            | 3 października 1988  | Wielka Brytania    | Katusha-Alpecin (2019)                          |
| Itamar Einhorn          | 20 września 1997     | Izrael             | Côtes d'Armor-Marie Morin-Véranda Rideau (2019) |
| Omer Goldstein          | 13 sierpnia 1996     | Izrael             | Ampo-Goierriko TB (2017)                        |
| André Greipel           | 16 lipca 1982        | Niemcy             | Arkéa-Samsic (2019)                             |
| Ben Hermans             | 8 czerwca 1986       | Belgia             | BMC Racing Team (2017)                          |
| Hugo Hofstetter         | 13 lutego 1994       | Francja            | Cofidis, Solutions Crédits (2019)               |
| Reto Hollenstein        | 22 sierpnia 1985     | Szwajcaria         | Katusha-Alpecin (2019)                          |
| Daniel Martin           | 20 sierpnia 1986     | Irlandia           | UAE Team Emirates (2019)                        |
| Travis McCabe           | 12 maja 1989         | Stany Zjednoczone  | Floyd's Pro Cycling (2019)                      |
| Daniel Navarro          | 18 lipca 1983        | Hiszpania          | Katusha-Alpecin (2019)                          |
| Krists Neilands         | 18 sierpnia 1994     | Łotwa              | Axeon-Hagens Berman (2016)                      |
| Gaj Niw                 | 8 marca 1994         | Izrael             | Israel Cycling Academy Development (2017)       |
| James Piccoli           | 5 września 1991      | Kanada             | Elevate-KHS Pro Cycling (2019)                  |
| Nils Politt             | 6 marca 1994         | Niemcy             | Katusha-Alpecin (2019)                          |
| Mihkel Räim             | 3 lipca 1993         | Estonia            | Pro Immo Nicolas Roux (2015)                    |
| Alexis Renard           | 1 czerwca 1999       | Francja            | Côtes d'Armor-Marie Morin-Véranda Rideau (2019) |
| Gaj Sagiw               | 5 grudnia 1994       | Izrael             | BMC Racing Team (2015)                          |
| Patrick Schelling       | 1 maja 1990          | Szwajcaria         | Team Vorarlberg-Santic (2019)                   |
| Rory Sutherland         | 8 lutego 1982        | Australia          | UAE Team Emirates (2019)                        |
| Norman Vahtra           | 23 listopada 1996    | Estonia            | Cycling Tartu (2019)                            |
| Tom Van Asbroeck        | 19 kwietnia 1990     | Belgia             | EF Education First-Drapac (2018)                |
| Mads Würtz Schmidt      | 31 marca 1994        | Dania              | Katusha-Alpecin (2019)                          |
| Rick Zabel              | 7 grudnia 1993       | Niemcy             | Katusha-Alpecin (2019)                          |
|                         |                      |                    |                                                 |
| Źródło: ProCyclingStats |                      |                    |                                                 |

#### Zwycięstwa
| Zwycięstwa | Zwycięstwa                                       | Zwycięstwa | Zwycięstwa | Zwycięstwa       | Zwycięstwa |
| Data       | Wyścig                                           | Państwo    | Kategoria  | Zwycięzca        |            |
| ---------- | ------------------------------------------------ | ---------- | ---------- | ---------------- | ---------- |
| 26 sty     | Vuelta a San Juan, 1. etap                       | Argentyna  | 2.Pro      | Rudy Barbier     |            |
| 20 lut     | Tour of Antalya, 1. etap                         | Turcja     | 2.1        | Mihkel Räim      |            |
| 3 mar      | Le Samyn                                         | Belgia     | 1.1        | Hugo Hofstetter  |            |
| 20 sie     | Mistrzostwa Estonii – start wspólny              | Estonia    | CN         | Norman Vahtra    |            |
| 22 sie     | Mistrzostwa Austrii – jazda indywidualna na czas | Austria    | CN         | Matthias Brändle |            |
| 19 wrz     | Okolo Slovenska, 4. etap                         | Słowacja   | 2.1        | Rudy Barbier     |            |
| 10 paź     | Giro d'Italia, 8. etap                           | Włochy     | 2.UWT      | Alex Dowsett     |            |

### 2019

#### Skład
| Skład drużyny 2019                       | Skład drużyny 2019 | Skład drużyny 2019 | Skład drużyny 2019                        |
| Imię i nazwisko                          | Data urodzenia     | Państwo            | Poprzednia grupa                          |
| ---------------------------------------- | ------------------ | ------------------ | ----------------------------------------- |
| Edwin Ávila                              | 21 listopada 1989  | Kolumbia           | Illuminate (2017)                         |
| Matteo Badilatti                         | 30 lipca 1992      | Szwajcaria         | Team Vorarlberg-Santic (2018)             |
| Rudy Barbier                             | 18 grudnia 1992    | Francja            | AG2R La Mondiale (2018)                   |
| Guillaume Boivin                         | 25 maja 1989       | Kanada             | Optum-Kelly Benefit Strategies (2015)     |
| Matthias Brändle                         | 7 grudnia 1989     | Austria            | Trek-Segafredo (2018)                     |
| Clément Carisey                          | 23 marca 1992      | Francja            | Israel Cycling Academy (2018)             |
| Alexander Cataford                       | 1 września 1993    | Kanada             | UnitedHealthcare (2018)                   |
| Davide Cimolai                           | 13 sierpnia 1989   | Włochy             | Groupama-FDJ (2018)                       |
| Zakkari Dempster                         | 27 września 1987   | Australia          | Bora-Argon 18 (2016)                      |
| Conor Dunne                              | 22 stycznia 1992   | Irlandia           | Aqua Blue Sport (2018)                    |
| Nathan Earle                             | 4 czerwca 1988     | Australia          | Team Ukyo (2017)                          |
| Itamar Einhorn (1 cze–31 gru)            | 20 września 1997   | Izrael             | Israel Cycling Academy U23 (2018)         |
| Sondre Holst Enger                       | 17 grudnia 1993    | Norwegia           | AG2R La Mondiale (2017)                   |
| Awet Ghebremedhn                         | 5 lutego 1992      | Erytrea            | Kuwait-Cartucho.es (2017)                 |
| Omer Goldstein                           | 13 sierpnia 1996   | Izrael             | Ampo-Goierriko TB (2017)                  |
| Ro’i Goldstein                           | 20 maja 1993       | Izrael             |                                           |
| Ben Hermans                              | 8 czerwca 1986     | Belgia             | BMC Racing Team (2017)                    |
| August Jensen                            | 29 sierpnia 1991   | Norwegia           | Team Coop (2017)                          |
| Riccardo Minali                          | 19 kwietnia 1995   | Włochy             | Astana (2018)                             |
| Krists Neilands                          | 18 sierpnia 1994   | Łotwa              | Axeon-Hagens Berman (2016)                |
| Gaj Niw                                  | 8 marca 1994       | Izrael             | Israel Cycling Academy Development (2017) |
| Benjamin Perry                           | 7 marca 1994       | Kanada             | Silber Pro Cycling (2016)                 |
| Rubén Plaza                              | 29 lutego 1980     | Hiszpania          | Orica-Scott (2017)                        |
| Mihkel Räim                              | 3 lipca 1993       | Estonia            | Pro Immo Nicolas Roux (2015)              |
| Gaj Sagiw                                | 5 grudnia 1994     | Izrael             | BMC Racing Team (2015)                    |
| Kristian Sbaragli                        | 8 maja 1990        | Włochy             | Dimension Data (2017)                     |
| Hamish Schreurs                          | 23 stycznia 1994   | Nowa Zelandia      | Klein Constantia (2016)                   |
| Daniel Turek                             | 19 stycznia 1993   | Czechy             | TJ Favorit Brno (2014)                    |
| Tom Van Asbroeck                         | 19 kwietnia 1990   | Belgia             | EF Education First-Drapac (2018)          |
| Dennis van Winden                        | 2 grudnia 1987     | Holandia           | LottoNL-Jumbo (2016)                      |
|                                          |                    |                    |                                           |
| Źródła: ProCyclingStats Cycling Quotient |                    |                    |                                           |

#### Zwycięstwa
| Zwycięstwa       | Zwycięstwa                                           | Zwycięstwa | Zwycięstwa | Zwycięstwa       | Zwycięstwa |
| Data             | Wyścig                                               | Państwo    | Kategoria  | Zwycięzca        |            |
| ---------------- | ---------------------------------------------------- | ---------- | ---------- | ---------------- | ---------- |
| 27 lut           | Tour du Rwanda, 4. etap                              | Rwanda     | 2.1        | Edwin Ávila      |            |
| 30 mar           | Classic Loire Atlantique                             | Francja    | 1.1        | Rudy Barbier     |            |
| 12 kwi           | GP Beiras e Serra da Estrela, 1. etap                | Portugalia | 2.1        | Edwin Ávila      |            |
| 14 kwietnia 2019 | GP Beiras e Serra da Estrela, klasyfikacja generalna | Portugalia | 2.1        | Edwin Ávila      |            |
| 25 kwi           | Vuelta a Castilla y León, 1. etap                    | Hiszpania  | 2.1        | Davide Cimolai   |            |
| 26 kwi           | Vuelta a Castilla y León, 2. etap                    | Hiszpania  | 2.1        | Davide Cimolai   |            |
| 27 kwietnia 2019 | Vuelta a Castilla y León, klasyfikacja generalna     | Hiszpania  | 2.1        | Davide Cimolai   |            |
| 19 maj           | Mistrzostwa Austrii – jazda indywidualna na czas     | Austria    | CN         | Matthias Brändle |            |
| 23 maj           | Tour of Estonia, prolog                              | Estonia    | 2.1        | Matthias Brändle |            |
| 24 maj           | Tour of Estonia, 1. etap                             | Estonia    | 2.1        | Rudy Barbier     |            |
| 25 maj           | Tour of Estonia, 2. etap                             | Estonia    | 2.1        | Mihkel Räim      |            |
| 25 maja 2019     | Tour of Estonia, klasyfikacja generalna              | Estonia    | 2.1        | Mihkel Räim      |            |

### 2018

#### Skład
| Skład drużyny 2018             | Skład drużyny 2018 | Skład drużyny 2018 | Skład drużyny 2018                        |
| Imię i nazwisko                | Data urodzenia     | Państwo            | Poprzednia grupa                          |
| ------------------------------ | ------------------ | ------------------ | ----------------------------------------- |
| Edwin Ávila                    | 21 listopada 1989  | Kolumbia           | Illuminate (2017)                         |
| Guillaume Boivin               | 25 maja 1989       | Kanada             | Optum-Kelly Benefit Strategies (2015)     |
| Zakkari Dempster               | 27 września 1987   | Australia          | Bora-Argon 18 (2016)                      |
| José Manuel Díaz               | 18 stycznia 1995   | Hiszpania          | Bicicletas Rodríguez-Extremadura (2016)   |
| Nathan Earle                   | 4 czerwca 1988     | Australia          | Team Ukyo (2017)                          |
| Sondre Holst Enger             | 17 grudnia 1993    | Norwegia           | AG2R La Mondiale (2017)                   |
| Omer Goldstein                 | 13 sierpnia 1996   | Izrael             | Ampo-Goierriko TB (2017)                  |
| Ro’i Goldstein                 | 20 maja 1993       | Izrael             |                                           |
| Ben Hermans                    | 8 czerwca 1986     | Belgia             | BMC Racing Team (2017)                    |
| August Jensen                  | 29 sierpnia 1991   | Norwegia           | Team Coop (2017)                          |
| Luis Lemus                     | 21 kwietnia 1992   | Meksyk             | Airgas-Safeway Cycling (2015)             |
| Krists Neilands                | 18 sierpnia 1994   | Łotwa              | Axeon-Hagens Berman (2016)                |
| Gaj Niw                        | 8 marca 1994       | Izrael             | Israel Cycling Academy Development (2017) |
| Benjamin Perry                 | 7 marca 1994       | Kanada             | Silber Pro Cycling (2016)                 |
| Rubén Plaza                    | 29 lutego 1980     | Hiszpania          | Orica-Scott (2017)                        |
| Mihkel Räim                    | 3 lipca 1993       | Estonia            | Pro Immo Nicolas Roux (2015)              |
| Gaj Sagiw                      | 5 grudnia 1994     | Izrael             | BMC Racing Team (2015)                    |
| Kristian Sbaragli              | 8 maja 1990        | Włochy             | Dimension Data (2017)                     |
| Hamish Schreurs                | 23 stycznia 1994   | Nowa Zelandia      | Klein Constantia (2016)                   |
| Daniel Turek                   | 19 stycznia 1993   | Czechy             | TJ Favorit Brno (2014)                    |
| Dennis van Winden              | 2 grudnia 1987     | Holandia           | LottoNL-Jumbo (2016)                      |
| Tyler Williams                 | 17 listopada 1994  | Stany Zjednoczone  | Axeon-Hagens Berman (2016)                |
| Awiw Jechezkel (26 lut–15 sie) | 21 kwietnia 1994   | Izrael             | Asfra Racing Team (2016)                  |
| Awet Ghebremedhn               | 5 lutego 1992      | Erytrea            | Kuwait-Cartucho.es (2017)                 |
|                                |                    |                    |                                           |
| Źródło: ProCyclingStats        |                    |                    |                                           |

### 2017

#### Skład
| Skład drużyny 2017                       | Skład drużyny 2017 | Skład drużyny 2017 | Skład drużyny 2017                         |
| Imię i nazwisko                          | Data urodzenia     | Państwo            | Poprzednia grupa                           |
| ---------------------------------------- | ------------------ | ------------------ | ------------------------------------------ |
| Guillaume Boivin                         | 25 maja 1989       | Kanada             | Optum-Kelly Benefit Strategies (2015)      |
| Dan Craven                               | 1 lutego 1983      | Namibia            | Team Europcar (2015)                       |
| Zakkari Dempster                         | 27 września 1987   | Australia          | Bora-Argon 18 (2016)                       |
| José Manuel Díaz                         | 18 stycznia 1995   | Hiszpania          | Bicicletas Rodríguez-Extremadura (2016)    |
| Ro’i Goldstein                           | 20 maja 1993       | Izrael             |                                            |
| Luis Lemus                               | 21 kwietnia 1992   | Meksyk             | Airgas-Safeway Cycling (2015)              |
| Jason Lowndes                            | 14 grudnia 1994    | Australia          | Drapac Professional Cycling (2016)         |
| Krists Neilands                          | 18 sierpnia 1994   | Łotwa              | Axeon-Hagens Berman (2016)                 |
| Benjamin Perry                           | 7 marca 1994       | Kanada             | Silber Pro Cycling (2016)                  |
| Mihkel Räim                              | 3 lipca 1993       | Estonia            | Pro Immo Nicolas Roux (2015)               |
| Gaj Sagiw                                | 5 grudnia 1994     | Izrael             | BMC Racing Team (2015)                     |
| Hamish Schreurs                          | 23 stycznia 1994   | Nowa Zelandia      | Klein Constantia (2016)                    |
| Daniel Turek                             | 19 stycznia 1993   | Czechy             | TJ Favorit Brno (2014)                     |
| Dennis van Winden                        | 2 grudnia 1987     | Holandia           | LottoNL-Jumbo (2016)                       |
| Tyler Williams                           | 17 listopada 1994  | Stany Zjednoczone  | Axeon-Hagens Berman (2016)                 |
| Awiw Jechezkel                           | 21 kwietnia 1994   | Izrael             | Asfra Racing Team (2016)                   |
| Itamar Einhorn (1 sie–31 gru, stażysta)  | 20 września 1997   | Izrael             | Verandas Willems-Crabbé-CC Chevigny (2016) |
| Gaj Niw (1 sie–31 gru, stażysta)         | 8 marca 1994       | Izrael             |                                            |
| Nícolas Sessler (1 sie–31 gru, stażysta) | 29 kwietnia 1994   | Brazylia           | Lizarte (2017)                             |
|                                          |                    |                    |                                            |
| Źródła: ProCyclingStats Cycling Quotient |                    |                    |                                            |

### 2016

#### Skład
| Skład drużyny 2016                       | Skład drużyny 2016 | Skład drużyny 2016 | Skład drużyny 2016                    |
| Imię i nazwisko                          | Data urodzenia     | Państwo            | Poprzednia grupa                      |
| ---------------------------------------- | ------------------ | ------------------ | ------------------------------------- |
| Guillaume Boivin                         | 25 maja 1989       | Kanada             | Optum-Kelly Benefit Strategies (2015) |
| Chris Butler                             | 16 lutego 1988     | Stany Zjednoczone  | SmartStop (2015)                      |
| Dan Craven                               | 1 lutego 1983      | Namibia            | Team Europcar (2015)                  |
| Gaj Gabbaj                               | 18 lipca 1993      | Izrael             |                                       |
| Omer Goldstein (11 lip–31 gru)           | 13 sierpnia 1996   | Izrael             |                                       |
| Ro’i Goldstein (3 maj–31 gru)            | 20 maja 1993       | Izrael             |                                       |
| Zohar Hadari (13 kwi–31 gru)             | 9 maja 1994        | Izrael             | Asfra Racing Team (2016)              |
| Luis Lemus                               | 21 kwietnia 1992   | Meksyk             | Airgas-Safeway Cycling (2015)         |
| Ľuboš Malovec                            | 10 lutego 1994     | Słowacja           | Dukla Trenčín Trek (2014)             |
| Wojciech Migdał                          | 27 marca 1991      | Polska             | Wibatech Fuji Żory (2014)             |
| Marko Pavlic                             | 9 lutego 1993      | Słowenia           | Radenska Ljubljana (2015)             |
| Emanuel Piaskowy                         | 2 marca 1991       | Polska             | ActiveJet (2014)                      |
| Mihkel Räim                              | 3 lipca 1993       | Estonia            | Pro Immo Nicolas Roux (2015)          |
| Gaj Sagiw                                | 5 grudnia 1994     | Izrael             | BMC Racing Team (2015)                |
| Daniel Turek                             | 19 stycznia 1993   | Czechy             | TJ Favorit Brno (2014)                |
| Awiw Jechezkel (26 lut–15 sie)           | 21 kwietnia 1994   | Izrael             | Asfra Racing Team (2016)              |
|                                          |                    |                    |                                       |
| Źródła: ProCyclingStats Cycling Archives |                    |                    |                                       |

### 2015

#### Skład
| Skład drużyny 2015                       | Skład drużyny 2015 | Skład drużyny 2015 | Skład drużyny 2015        |
| Imię i nazwisko                          | Data urodzenia     | Państwo            | Poprzednia grupa          |
| ---------------------------------------- | ------------------ | ------------------ | ------------------------- |
| Antonio Angulo                           | 18 sierpnia 1992   | Hiszpania          |                           |
| Jo’aw Be’ar                              | 24 czerwca 1991    | Izrael             |                           |
| Mário Daško                              | 30 czerwca 1994    | Słowacja           |                           |
| Ben Einhorn                              | 22 lipca 1993      | Izrael             |                           |
| Gaj Gabbaj                               | 18 lipca 1993      | Izrael             |                           |
| Ro’i Goldstein                           | 20 maja 1993       | Izrael             |                           |
| Ľuboš Malovec                            | 10 lutego 1994     | Słowacja           | Dukla Trenčín Trek (2014) |
| Wojciech Migdał                          | 27 marca 1991      | Polska             | Wibatech Fuji Żory (2014) |
| Emanuel Piaskowy                         | 2 marca 1991       | Polska             | ActiveJet (2014)          |
| Gaj Sagiw (12 sie–3 sie)                 | 5 grudnia 1994     | Izrael             | BMC Racing Team (2015)    |
| Patryk Talaga                            | 2 kwietnia 1995    | Polska             |                           |
| Daniel Turek                             | 19 stycznia 1993   | Czechy             | TJ Favorit Brno (2014)    |
| Bartosz Warchoł (17 kwi–31 gru)          | 16 stycznia 1992   | Polska             |                           |
| Ido Zilberstein                          | 27 sierpnia 1993   | Izrael             | Team Ukyo (2014)          |
|                                          |                    |                    |                           |
| Źródła: ProCyclingStats Cycling Archives |                    |                    |                           |